# Balthis l'avventuriera
Balthis l'avventuriera è un romanzo fantasy dello scrittore italiano Gianluigi Zuddas. Pubblicato nel 1983, ha vinto, nello stesso anno, il premio della European Science Fiction Society e il Premio Italia per la propria categoria.

## Trama
Sono passati molti millenni da quando un feroce attacco alieno ha quasi sterminato il genere umano. In una terra imbarbarita e divisa in zone d'influenza da immortali governanti che si credono Dei, si muove la piccola Balthis, una ragazzina che vive di espedienti.
Involontariamente coinvolta in lotte titaniche e pericoli mortali, si troverà ad essere, suo malgrado, al centro della sfida finale.

## Edizioni
- Gianluigi Zuddas, Balthis l'avventuriera, collana Fantacollana, Editrice Nord, 1983, ISBN 88-429-0488-0.